# Catharsius marcellus
Catharsius marcellus är en skalbaggsart som beskrevs av Hermann Julius Kolbe 1893. Catharsius marcellus ingår i släktet Catharsius och familjen bladhorningar. Inga underarter finns listade.